# Chiostro di Suor Orsola

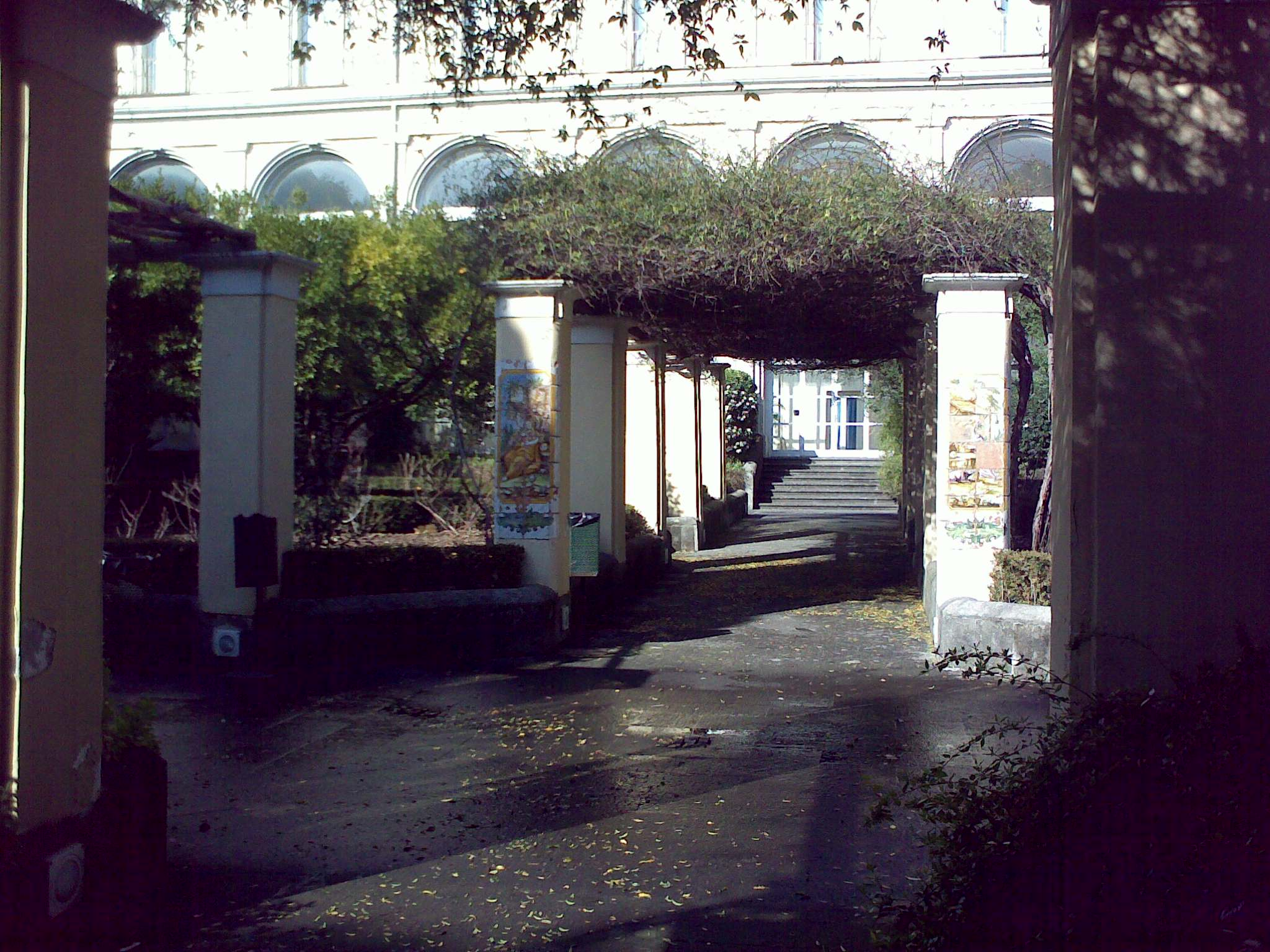
Particolare dei viali del chiostro

Il Chiostro di Suor Orsola è uno dei chiostri monumentali di Napoli, edificato ai piedi del colle di Sant'Elmo (al n.10 dell'omonima via).
Venne costruito nella prima metà del XVII secolo all'interno del preesistente complesso dell'Immacolata, legato all'opera di Orsola Benincasa, figura mistica e profetica (1547-1618) a capo di un ordine di clausura, che aveva desiderato di appartarsi con le consorelle lontano dalla città.
Il chiostro, un ampio quadrato di 33.000 m2, è limitato da tre corpi di fabbrica disposti ad U e da un muro di cinta in tufo e racchiude altri cinque edifici e giardini. Nel XVIII secolo venne creato il pergolato a pilastri. Nel porticato si conservano due edicole votive decorate con maioliche.